# Haplogruppe B (mtDNA)
Die Haplogruppe B (mtDNA) ist in der Humangenetik eine Haplogruppe der Mitochondrien und wird damit in maternaler Linie vererbt, im Gegensatz zur paternal vererbten Haplogruppe B (Y-DNA). Menschen mit der mitochondrialen Haplogruppe B finden sich gegenwärtig hauptsächlich in Asien, Melanesien und den beiden Amerikas. Die mitochondriale DNA (mtDNA) dieser Gruppe weist eine kennzeichnende Deletion auf (von 9 bp an den Positionen 8281–8289).
Die Haplogruppe B kommt häufiger in Ostasien und unter indianischen Nachkommen vor, kaum aber in der modernen nordsibirischen Bevölkerung. Sie ist unter den südlichen Sibiriern wie Tuwinern, Altaiern und Burjaten verbreitet und findet sich auch bei Mongolen, Tibetern, Koreanern sowie insbesondere in der Bevölkerung von Japan, daneben auch in China, Vietnam, Malaysia, Taiwan, Indonesien, Madagaskar, Philippinen, Melanesien, Mikronesien und Polynesien.
Mit der B2 genannten Untergruppe, eine auch als B4b2 bezeichnete Subklade, ist die Haplogruppe B nur eine von fünf Haplogruppen der indigenen Bevölkerung in Amerika, die anderen sind A, C, D und X. Nach heutigen Erkenntnissen wanderten die Vorfahren der amerikanischen Ureinwohner nach Nord- und Südamerika ein und kamen über die Beringbrücke (Beringia).
In seinem populären Buch Die sieben Töchter Evas gibt Bryan Sykes der Urmutter dieser mtDNA-Haplogruppe den Namen Ina.

## Stammbaum
Der phylogenetische Stammbaum der Subgruppen von Haplogruppe B basiert auf einer Veröffentlichung von Mannis van Oven und Manfred Kayser und anschließender wissenschaftlicher Forschung.
- B
  - B4
    - B4a
      - B4a1
        - B4a1a
          - B4a1a1
            - B4a1a1a
              - B4a1a1a1

            - B4a1a1b

          - B4a1a2
          - B4a1b
            - B4a1b1
              - B4a1b1a

        - B4a1c
          - B4a1c1
            - B4a1c2
            - B4a1c4

          - B4a1c3
            - B4a1c3a

      - B4a2
      - B4a2a

    - B4g
    - B4b'd'e
      - B4b
        - B2
          - B2a
            - B2a1
              - B2a1a

          - B2b
          - B2c
            - B2c1

          - B2d
          - B2e

        - B4b1
          - B4b1a
            -               - B4b1a1
                - B4b1a1a

              - B4b1a2
                - B4b1a2a

          - B4b1b'c
            - B4b1b
            - B4b1c

      - B4d
        - B4d1'2'3
          - B4d1
          - B4d2
          - B4d3

      - B4e

    - B4c
      - B4c1
        - B4c1a'b
          - B4c1a
            - B4c1a1
              - B4c1a1a

            - B4c1a2

          - B4c1b
            - B4c1b1
              - B4c1b1a

            - B4c1b2

        - B4c1c
          - B4c1c1

      - B4c2
        - B4c2a

    - B4f
      - B4f1

  - B5
    - B5a
      - B5a1
        - B5a1a

      - B5a2
        - B5a2a

    - B5b
      - B5b1
        - B5b1a'b
          - B5b1a
          - B5b1b

      - B5b2
        - B5b2a'b
          - B5b2a
          - B5b2b
            - B5b2b1

        - B5b2c

      - B5b3

  - B7